# 和久井理子
和久井 理子（わくい まさこ、1969年 - ）は、日本の法学者。専門は経済法であり、特にIT分野について研究している。

## 略歴
- 1993年3月 - 京都大学法学部卒業。
- 1993年4月 - シャープ（株）法務本部知的財産権センターライセンス部（〜1995年3月）。
- 1998年3月 - 京都大学大学院法学研究科民刑事法専攻修士課程修了。
- 2000年3月 - 京都大学大学院法学研究科民刑事法専攻博士課程修了。
- 2000年4月 - 大阪市立大学准教授（〜2010年3月）。
- 2010年4月 - 大阪市立大学大学院法学研究科特別研究員（〜2015年3月）。
- 2012年4月 - 立教大学法学部国際ビジネス法学科特任教授（〜2016年3月）[1]。
- 2015年4月 - 大阪市立大学大学院法学研究科（〜2019年3月）。
- 2019年4月 - 京都大学大学院法学研究科教授。

## 主張
和久井は「国には消費者団体を育てる責務がある」とした上で、政府は「マルチステークホルダー」主義を掲げており、企業や経済団体は官僚OBなどを雇用し、ロビー活動に力を入れるが、市民の側のリソースが乏しいことを指摘した。

## 著作

### 単著
- 『技術標準をめぐる法システム ー 企業間協力と競争、独禁法と特許法の交錯』（商事法務、2010年9月）

### 共著
- （根岸哲（編集）、泉水文雄（編集））『プラットフォームとイノベーションをめぐる新たな競争政策の構築』（商事法務、2023年7月）
- （川浜昇（編集）、武田邦宣（編集）、宮井雅明（編集）、池田千鶴（編集）、泉水文雄（編集）、林秀弥（編集））『企業結合ガイドラインの解説と分析』（商事法務、2008年7月）
- （川浜昇（編集）、泉水文雄（編集）、瀬領真悟（編集））『ベーシック経済法 ー 独占禁止法入門』（有斐閣アルマ、2003年5月）

### 論文
- （（「中国国家発展改革委員会によるクアルコムに対する独禁法違反の認定と制裁金支払等の命令：批判的検討（特集 新興国等の競争政策の動向）」）鄭建韓（編集））『公正取引 No. 780』（財団法人公正取引協会、2015年10月）
- （（「エッセンシャル・ファシリティの理論と実務（特集 規制改革と競争政策）」））『公正取引 No. 607』（財団法人公正取引協会、2001年5月）
- （（「（米国・EC独禁法判例研究）第27回ライセンシーによる特許無効の主張」））『公正取引 No. 567』（財団法人公正取引協会、1998年1月）